# Antonio Bresciani (letterato)
Antonio Bresciani, propriamente Antonio Bresciani Borsa (Ala, 24 luglio 1798 – Roma, 14 marzo 1862), è stato un gesuita e letterato italiano.

## Biografia
Nacque ad Ala, nell'allora Tirolo italiano, il 24 luglio 1798. Suoi genitori furono Leonardo Bresciani Borsa e la contessa Vittoria Alberti, figlia di Cornelia Fregoso, discendente dell'omonima famiglia che diede ben dodici dogi alla Repubblica di Genova. Figlio primogenito, ebbe un'educazione cristiana anche ad opera del sacerdote Filippo Bernardi che lo avviò agli studi letterari. Nel 1814 si recò a Verona dove studiò retorica. Qui ebbe l’opportunità di conoscere e stringere amicizia con lo scrittore padre Antonio Cesari, con il fisico Giuseppe Zamboni e con don Giuseppe Monterossi. Grazie alla sua maturità ed affidabilità, appena superati gli studi liceali, divenne professore di lettere presso il liceo di Verona.
Sempre a Verona nel 1815 prese gli ordini e nel 1824 per seguire il suo impulso a farsi gesuita fuggì di nascosto nello Stato pontificio, dove venne ammesso come novizio nel collegio gesuita di Sant'Andrea del Quirinale. Ricercato per questa fuga nel 1826 si rifugiò a Firenze, presso Pietro Leopoldo Ricasoli. Nel 1827 prese i voti solenni di gesuita.
Per ordine della Compagnia di Gesù, dal 1828 al 1848, si dedicò all'educazione dei giovani secondo le idee della Chiesa. In questo ventennio si spostò in diverse città d'Italia come rettore di collegi: Torino, Genova, Modena e quello di Propaganda in Roma. Visitò la Sardegna dal 1844 al 1846, percorrendo la Trexenta e l'Ogliastra, la Barbagia e la parte occidentale, animato dal desiderio di conoscere le tradizioni delle "antiche nazioni". Il suo sguardo sulla Sardegna si fonda su una serie di dottrine oggetto di diverse critiche, secondo le quali molte usanze dell'isola derivavano dai popoli d'Oriente.
Nel 1846 tornò a Roma per assistere all'elezione di Papa Pio IX. Il quale, poco tempo dopo, ebbe per Bresciani parole di elogio e di incitamento alla sua missione di scrittore.
Nel 1850 venne chiamato in Napoli a far parte del Comitato di Redazione della Civiltà Cattolica, la rivista gesuita appena fondata da padre Carlo Maria Curci. Per la Civiltà Cattolica ebbe l'incarico di scrivere racconti a puntate, con i quali intrattenne i lettori fino al 1862. Sulla Civiltà Cattolica uscì, nel 1850-51, la sua opera più celebre, L’Ebreo di Verona.Quest'opera si pone in aperta opposizione, fin dal titolo, con il romanzo di Eugene Sue dal titolo L'Ebreo Errante, uscito, anch'esso a puntate, molti anni prima e di impostazione radicalmente anticlericale.Il protagonista ebreo del Bresciani, è un giovane coraggioso e idealista che entra a far parte della Carboneria, convinto della bontà degli ideali professati dalla setta. Disgustato dalle violenze perpetrate dai carbonari, decide di abbandonarla e di convertirsi al Cristianesimo. Per questo motivo viene condannato a morte dagli altri membri della setta e ucciso. 
Il romanzo ebbe un enorme successo, esteso ben al di là degli ambienti cattolici: nel 1850, ancor prima di essere portato a termine, cominciò ad essere stampato in volume e negli anni immediatamente successivi apparvero edizioni economiche in numerose città della penisola. Si moltiplicarono inoltre le stampe non autorizzate, al punto che l’autore decise di pubblicare, già nel 1852, una versione ufficiale riveduta e corretta. Numerose, infine, furono le traduzioni nelle principali lingue europee.
Bresciani morì a Roma il 14 marzo 1862. Le sue spoglie riposano nella chiesa del Gesù, accanto alle ceneri di sant'Ignazio. In occasione del centenario della scomparsa di Bresciani, sulla sua casa natale trentina, nel comune di Ala, è stato apposto un bassorilievo opera dello scultore Livio Fausto Sossass.

## Il pensiero

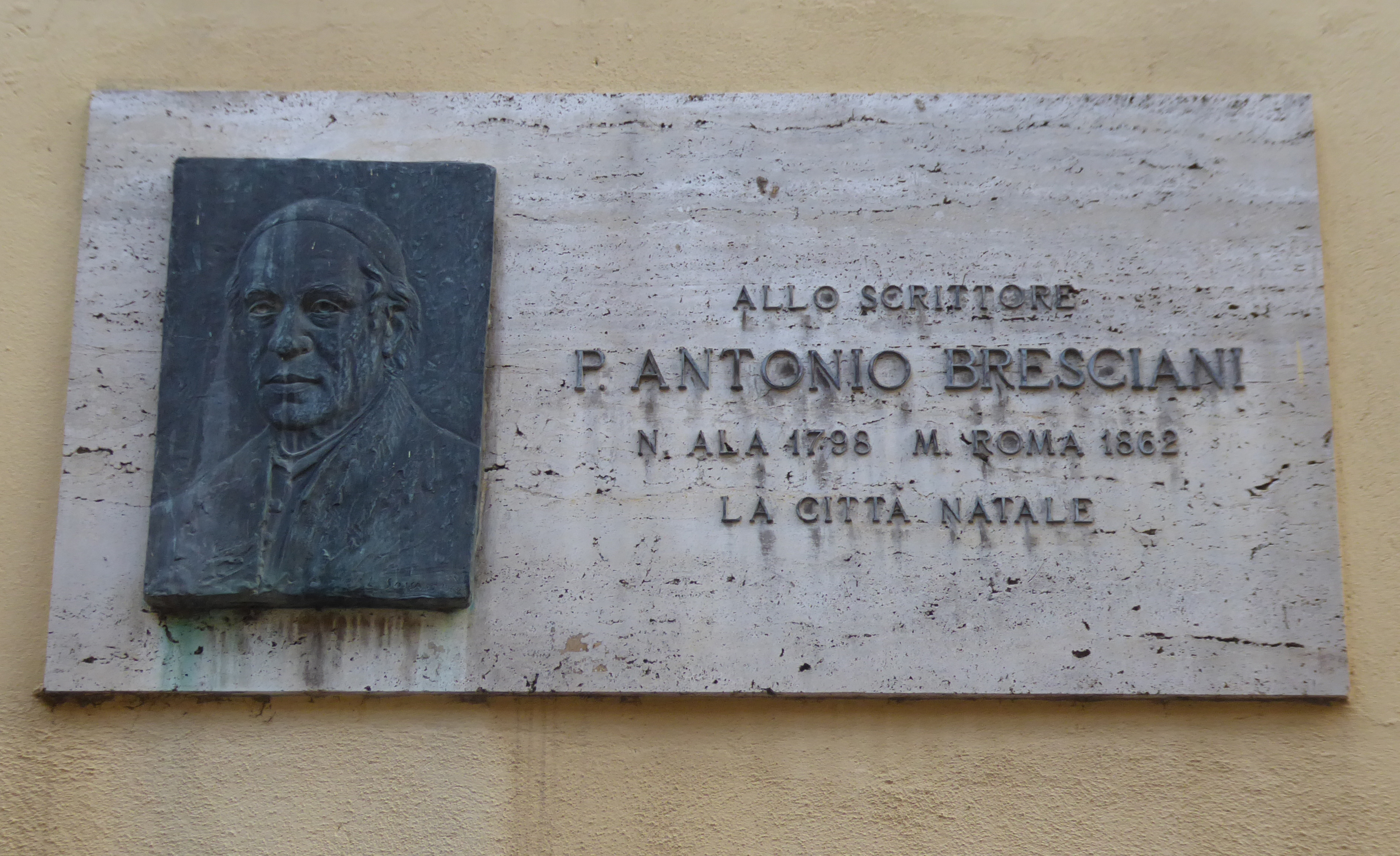
Targa commemorativa nella città natale di Ala

L'opera di Bresciani è considerata un tipico esempio di retorica ottocentesca anti-patriottica. Nel suo tempo faceva da contraltare a una per molti aspetti simile retorica anticlericale e risorgimentale. La trilogia di romanzi composta da L’ebreo di Verona, Della Repubblica Romana e Lionello o delle Società Segrete è uno scoperto attacco agli ideali risorgimentali e repubblicani.
Purista e ostile alla cultura romantica, Bresciani denunciava l'affinità ideologica fra romanticismo e liberalismo e si proponeva di dimostrare quale comune disegno sovversivo si celasse dietro a questi due movimenti, che parevano agire di comune accordo. Il gesuita trentino faceva notare come il romanticismo non andasse valutato quale mera corrente artistica, scevra da decise prese di posizione politiche, ma al contrario come un movimento che si prefissava di interferire volontariamente sui contemporanei assetti istituzionali italiani.
La posizione ideologica di Bresciani gli attirò critiche molto aspre. Celebre è la stroncatura del suo romanzo L'ebreo di Verona e, in generale, di tutta la produzione del Bresciani fatta da Francesco De Sanctis. Nel suo saggio del 1852, così conclude il critico:
(F. De Sanctis, L'ebreo di Verona del padre Bresciani, in Saggi critici, Bari, Laterza, 1972, I, p. 79.)
La polemica non si esaurì con lo scritto di De Sanctis, ma ebbe un certo seguito, con una replica di padre Bresciani, anticipata dalle note inserite nelle successive edizioni dell'Ebreo e quindi affidata ad una risposta diretta in un altro romanzo, Ubaldo e Irene:
(A. Bresciani, Ubaldo e Irene, Civiltà Cattolica, Roma 1866, vol. XI delle Opere, p. 464-466)
Nel clima anticlericale della cultura tardo-ottocentesca, la risposta di Bresciani fu completamente ignorata. Nel Novecento si ebbe un tentativo di riabilitazione (ad esempio in epoca fascista da parte di Alfredo Panzini e Vittorio Cian e nel dopoguerra da parte di Francesco Flora), ma il “marchio d’infamia” era ormai stato impresso e risultava ben difficile da togliere. A dare nuova forza alle tesi desanctisiane, inoltre, contribuirono il critico Luigi Russo (curatore dell’opera omnia di De Sanctis e poco benevolo verso la cultura cattolica in genere) e soprattutto il filosofo marxista Antonio Gramsci. Va fatto notare come Gramsci, pur intitolando I nipotini di padre Bresciani uno dei suoi Quaderni del carcere, dedicato alla letteratura popolare contemporanea, usi il nome del sacerdote in senso puramente indicativo, senza operare un'analisi delle sue opere (di cui non mostra di avere una conoscenza diretta). Peraltro nel testo gramsciano Bresciani si trova in ottima compagnia, se anche Verga e soprattutto il cattolico Manzoni potevano essere tacciati di “brescianesimo”. Tra i principali autori contemporanei accusati di brescianesimo, Gramsci annovera Ugo Ojetti (1871-1946), Alfredo Panzini (1863-1939) ed il giornalista Antonio Beltramelli (1879-1930), per via delle loro tendenze ultraconservatrici.
A quasi centocinquant’anni dalla morte, Bresciani continua ad essere dimenticato, schiacciato dal giudizio desanctisiano nonostante ad uno studio più approfondito risaltino le sue capacità di scrittore, peraltro ampiamente riconosciutegli dai contemporanei (ad esempio Basilio Puoti).

## Opere principali

### Narrativa
- Vita del giovane egiziano Abulcher Bisciarah, Roma, tipografia del Collegio urbano, 1838.
- Lorenzo, o il coscritto - racconto ligure (1856).
- Della Repubblica romana: atti storici dall'anno 1848 al 1849 (appendice de L'Ebreo di Verona), Napoli, Stab. tip. del giglio, 1858.
- Ubaldo ed Irene: racconti storici dal 1790 al 1814, Napoli, Andrea Festa, 1858.
- La contessa Matilde di Canossa e Iolanda di Groninga (1858).
- La casa di ghiaccio o il cacciatore di Vincennes (1861).
- Olderico, ovvero Il zuavo pontificio, racconto del 1860 (1862).
  -  Antonio Bresciani, Olderico, ó, El zuavo pontificio: novela histórica, Barcellona, Imprenta de los Herederos de la Viuda Pla, 1863.
- L'Ebreo di Verona, Milano, S. Mugiani, 1872.
  -  Antonio Bresciani, The Jew of Verona, Londra, Catholic Publishing and Bookselling Company, 1861.
  -  Antonio Bresciani, El hebreo de Verona, novela histórica, traduzione di Pedro Reynés y Solá, Barcellona, Administración y Redacción de El Plus Ultra, 1857.
- Lionello o delle Società Segrete (seguito de La Repubblica romana).
- L'assedio di Ancona (incompiuto).

### Saggistica
- Ammonimenti di Tionide al giovine Conte di Leone, Genova, per Giovanni Ferrando, 1839.
- Dei costumi dell'isola di Sardegna comparati con gli antichissimi popoli orientali, Napoli, all'Uffizio della civiltà cattolica, 1850.
- Del romanticismo italiano, Milano, tipografia e libreria arcivescovile ditta Boniardi-Pogliani di E. Besozzi, 1855.
- L'armeria antica del Re Carlo Alberto, Milano, tipografia e libreria arcivescovile ditta Boniardi-Pogliani di E. Besozzi, 1856.
- Sopra il tirolo tedesco: lettere, Milano, tipografia e libreria arcivescovile ditta Boniardi-Pogliani di E. Besozzi, 1856.
- Don Giovanni, ossia il benefattore occulto, Napoli, Stab. tip, del Giglio, 1859.
- Lettere familiari, erudite e descrittive, Roma, Civiltà cattolica, 1869.
- Edmondo, o Dei costumi del popolo romano, Milano, S. Muggiani, 1872.
- Avvertimenti a chi vuol pigliar moglie, Milano, S. Muggiani e Comp., 1874.
- Del Romanticismo Italiano, 1ª (riveduta), Milano, 1855,  p. 92. URL consultato il 13 gennaio 2019 (archiviato il 13 gennaio 2019).[13]
- Viaggio nella Savoja, nel Fossigny e nella Svizzera.
- Del romanticismo italiano. Rispetto alle lettere, alla religione, alla politica e alla morale, Solfanelli, 2018, ISBN 978-8833050638.

### Opuscoli
- A. Bresciani, A. De Sarasa, Avvisi a chi vuol prender moglie; L'arte di goder sempre, Milano, Serafino Muggiani (tipografo), 1874,  pp. 143, 144. URL consultato il 13 gennaio 2019 (archiviato il 13 gennaio 2019). (con imprimatur del superiore Hyeronimus Gigli e Pietro de Villanova Castellacci)
- Biografie di tre alunni de' Propaganda fide, Modena  (Soliani, tip.), 1839,  p. 25. URL consultato il 13 gennaio 2019 (archiviato il 13 gennaio 2019).

### Raccolte
Le opere edite e inedite di Padre Antonio Bresciani (1798-1862) furono probabilmente per la prima volta pubblicate postume, come supplemento al La Civiltà Cattolica del 2 luglio 1881 (o successivo). Secondo la pagina citata, estratta dalla rivista gesuita, le opere furono "per la prima volta riunite e corrette sopra gli originali, emendati e preparati dallo stesso autore", che personalmente si era mostrato contrario ad una loro divulgazione. L'opera è formata da:
1. 17 volumi comprendenti l'Epistolario e 76 altri scritti del Bresciani, "tra libri, opuscoli e trattatelli diversi"
2. ulteriori due volumi con il titolo "Opere minori", distribuiti anche come un'opera autonoma, a completamento della precedente serie. Fra le pubblicazioni raccolte: Memorie intorno alla vita di Michele Sezezytt, Arte di godere sempre, Memorie intorno ad Eugenio Cusani, Arte di ben governare, Esercizi spirituali, Vita di Abulcher Bisciarah, Biografie di tre alunni di Propaganda, Ammonimenti di Tionide, Avvisi a chi vuol pigliar moglie, Romanticismo italiano, Saggio di alcune voci toscane.